# Джъдзянско-Дзянсийска операция
Джъдзянско-Дзянсийската операция от 15 май до 4 септември 1942 година е военна операция в провинциите Джъдзян и Дзянси в Китай по време на Втората китайско-японска война и Втората световна война.
Войски на Япония настъпват в двете провинции с цел издираване на американски пилоти, участвали в Рейда на Дулитъл, и унищожаване на военновъздушни бази, които биха могли да бъдат използвани от американците за бомбардировки на Япония. В хода на операцията японците предприемат масирани претърсвания на китайски селища, много от които са напълно опожарени, и използват биологично оръжие – холера, коремен тиф, чума и дизентерия, – от което умират и 10 хиляди японски войници. Жертвите сред китайското мирно население са около 250 хиляди души.